# 梓桐镇 (达州市)
梓桐镇，是中华人民共和国四川省达州市通川区下辖的一个乡镇级行政单位。

## 行政区划
梓桐镇下辖以下地区：
街道社区、两河村、鱼河村、洞沟村、吕成村、天生村、宝泉村、英龙村、高楼村、三台村和峡谷村。